# Passandra popeorum
Passandra popeorum is een keversoort uit de familie Passandridae. De wetenschappelijke naam van de soort is voor het eerst geldig gepubliceerd in 1887 door Slipinski.